# Fremantle
Fremantle ist eine Stadt an der Westküste Australiens, die als Hafenstadt für Perth dient. Ursprünglich eine vom benachbarten Perth eigenständige Stadt ist Fremantle heute ein Teil der Konurbation von Perth, wie auch Joondalup und Mandurah.:18
Fremantle ist nach dem britischen Admiral Charles Fremantle benannt, der im Mai 1829 die Gegend für die britische Krone in Besitz nahm.

## Geographie

### Geographische Lage
Die Stadt liegt an der Mündung des Swan River, 19 Kilometer südwestlich des Central Business District von Perth.

### Klima
Fremantles Klima ähnelt dem mediterranen Klima Europas, etwa dem von Griechenland oder Süditalien: Heiße, trockene Sommer mit nur wenigen Regentagen und Temperaturen von bis zu 43 °C (gemessen am 26. Dezember 2007) stehen im Gegensatz zu kühlen, feuchten Wintern.
Der kühle Wind, der während des heißen Sommers aus Süden kommt und somit „von Fremantle nach Perth weht“, wird umgangssprachlich „Fremantle Doctor“ genannt. Temperaturen von unter 0 °C sind in Fremantle sehr selten, Schneefall praktisch unbekannt.
|                       | Jan  | Feb  | Mär  | Apr  | Mai  | Jun   | Jul   | Aug   | Sep  | Okt  | Nov  | Dez  |   |       |
| Mittl. Tagesmax. (°C) | 29,6 | 30,4 | 29,0 | 25,3 | 22,3 | 19,3  | 18,3  | 18,7  | 19,7 | 22,0 | 25,2 | 27,9 | ⌀ | 23,9  |
| Mittl. Tagesmin. (°C) | 18,1 | 18,6 | 17,4 | 15,1 | 12,6 | 10,6  | 9,6   | 9,9   | 10,9 | 12,1 | 14,6 | 16,5 | ⌀ | 13,8  |
|                       |      |      |      |      |      |       |       |       |      |      |      |      |   |       |
| Niederschlag (mm)     | 16,1 | 6,9  | 22,3 | 38,2 | 91,0 | 126,8 | 146,5 | 115,5 | 85,0 | 42,2 | 24,5 | 12,3 | Σ | 727,3 |
|                       |      |      |      |      |      |       |       |       |      |      |      |      |   |       |
| Regentage (d)         | 1,3  | 0,8  | 2,3  | 4,7  | 9,1  | 12,9  | 15,0  | 13,0  | 11,3 | 5,5  | 3,9  | 2,0  | Σ | 81,8  |

| 18,1 |

| 18,6 |

| 17,4 |

| 15,1 |

| 12,6 |

| 10,6 |

| 9,6 |

| 9,9 |

| 10,9 |

| 12,1 |

| 14,6 |

| 16,5 |

| 18,1 |

| 18,6 |

| 17,4 |

| 15,1 |

| 12,6 |

| 10,6 |

| 9,6 |

| 9,9 |

| 10,9 |

| 12,1 |

| 14,6 |

| 16,5 |

| N i e d e r s c h l a g | 16,1 | 6,9 | 22,3 | 38,2 | 91,0 | 126,8 | 146,5 | 115,5 | 85,0 | 42,2 | 24,5 | 12,3 |
|                         | Jan  | Feb | Mär  | Apr  | Mai  | Jun   | Jul   | Aug   | Sep  | Okt  | Nov  | Dez  |

## Geschichte

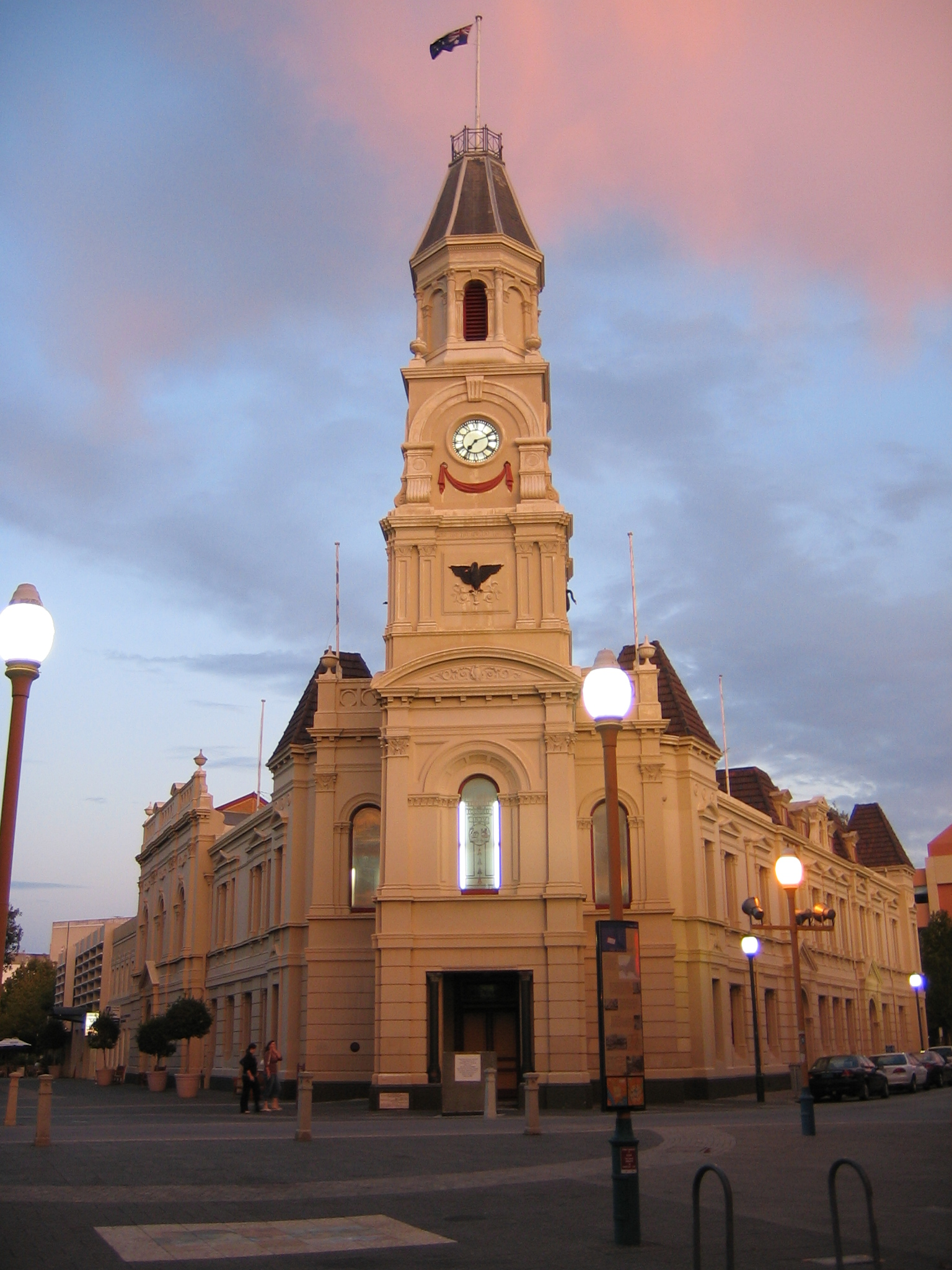
Fremantle Town Hall (Rathaus)

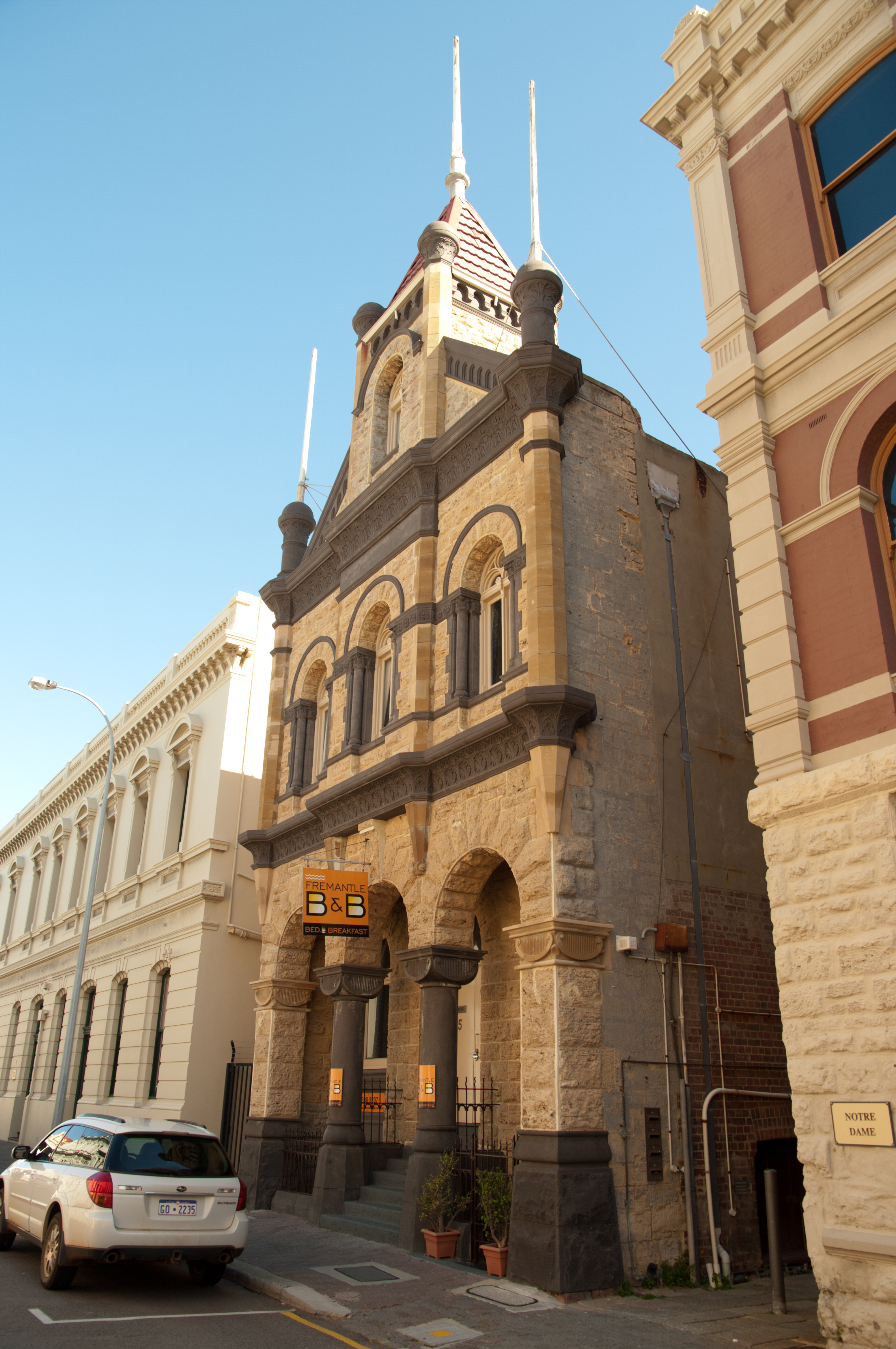
Tarantella Nightclub, früheres deutsches Konsulat

Fremantle wurde als Teil der Swan River Kolonie 1829 von britischen Siedlern gegründet. 1837 wurde eines der ersten Walfangunternehmen von Western Australia gegründet, die Fremantle Whaling Company, die die Bathers Beach Whaling Station am östlichen Eingang zum Hafen aufbaute. 1929 wurde Fremantle zur Stadt erklärt und hatte etwa 25.000 Einwohner. 1876 war Fremantle Schauplatz einer spektakulären Gefangenenbefreiung, bei der sechs Fenians, irische Freiheitskämpfer, aus dem Gefängnis ausbrachen, nach Rockingham flohen und dort mit dem US-amerikanischen Schiff Catalpa die Flucht in die USA antraten. Die Catalpa war fast ein Jahr lang von den USA nach Australien unterwegs gewesen, um die Gefangenen aufzunehmen.

## Demografie
In Fremantle haben ethnische Gemeinschaften aus Italien, Portugal und Kroatien zum markanten Erbe und zur Kultur der Stadt beigetragen.  Fremantle spielt auch eine Rolle in der Mythologie der Noongar-Aborigines.

## Wirtschaft
An der Mündung des Swan River liegt der Hafen von Fremantle, der als Umschlagplatz für den Großraum von Perth wichtig ist. Für die Infrastruktur und den Betrieb im Hafengebiet ist die Fremantle Port Authority zuständig. Zur Sicherung des Schiffsverkehrs sind an der Küste vor der Flussmündung und auf nahe gelegenen Inseln mehrere Leuchttürme errichtet worden, so auf den beiden Molen vor der Hafeneinfahrt das North Mole Lighthouse und das Pendant auf der Südmole, auf der Insel Rottnest die Leuchttürme Wadjemup und Bathurst und südlich davon auf der Landspitze Woodman Point der Woodman-Leuchtturm.

## Kultur und Sehenswürdigkeiten
Fremantle gilt als eines der kulturellen Zentren von Perth. Von Gefangenen errichtete Gebäude aus der Kolonialzeit, der alte Landungssteg und der Hafen, das Maritime Museum und viele andere Gebäude von allgemeinem historischen Interesse findet man hier.

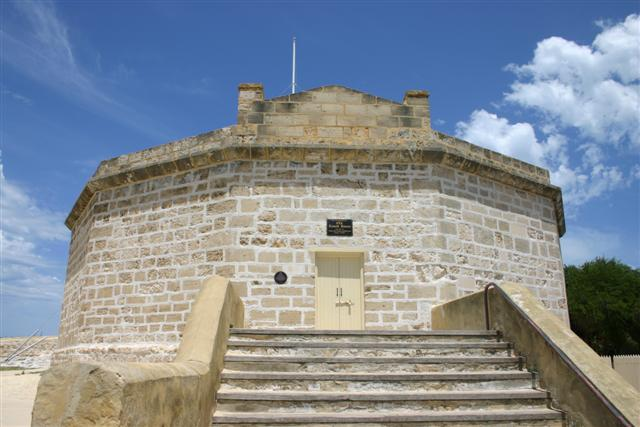
Das Round House

Dazu zählt auch das Round House, das älteste erhaltene Gebäude in Western Australia, das 1830/1831 als Gefängnis errichtet wurde. Es umfasste acht Zellen und eine Gefangenen-Residenz, die sich alle um einen zentralen Hof herum angeordnet waren. In den 1800er Jahren wurden in der Bucht von Bathers Beach unterhalb des Round House Wale gejagt. Dazu wurde ein Tunnel unter dem Round House konstruiert, durch den die Waljäger in die Stadt gelangen konnten. Als die ersten 75 Gefangenen aus Großbritannien 1850 ankamen, um die schwindende Bevölkerung der Kolonie zu verstärken, erwies sich das Round House als zu klein, um sie aufzunehmen. Die Sträflinge bauten ein neues Gefängnis, das in den 1850er Jahren fertiggestellt wurde und bis 1991 als Gefängnis von Fremantle benutzt wurde.

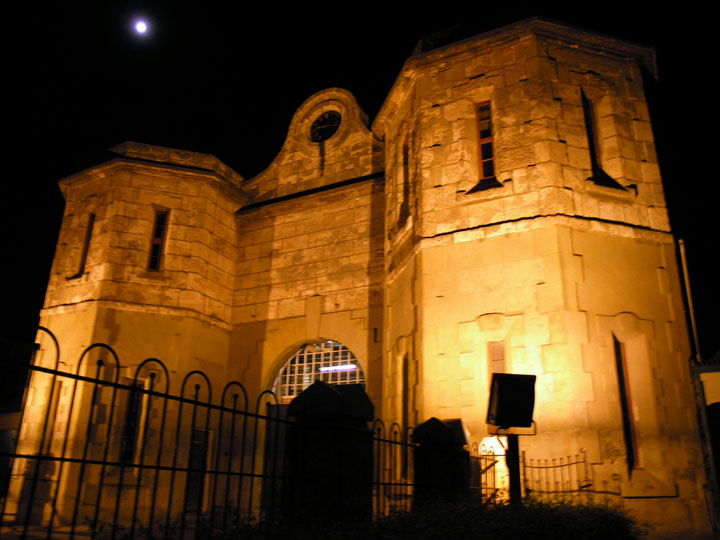
Fremantle Prison bei Nacht

Das Fremantle Prison war einst eines der berüchtigtsten Gefängnisse des Britischen Empires. Hier waren britische Sträflinge sowie örtliche, militärische und Kriegsgefangene untergebracht. Heute gilt es als eines der wichtigsten Kulturerbe des Landes. Gleichzeitig beherbergt es auch ein Backpacker-Hostel.
Das Round House liegt im West End von Fremantle, einem Stadtteil, in dem Gebäude aus der Kolonialzeit am südlichen Rand des Hafens stehen und der vage an Stockholm erinnert. Ein Prozess der Gentrifizierung in den früheren 1990er Jahren wurde durch die Einrichtung der University of Notre Dame Australia beschleunigt, da die Universität viele der Gebäude im West End restauriert hat und nutzt.
Das majestätische Fremantle History Museum wurde in den 1860er Jahren ebenfalls von Gefangenen aus einheimischem Kalkstein gebaut. Früher befand sich in dem Gebäude in der Ord Street eine psychiatrische Klinik und während des Zweiten Weltkriegs diente es als Basis der US Navy. Heute ist hier, an einem der markantesten Punkte der Stadt, das Immigration Museum untergebracht, das sich der Geschichte aller Immigranten, die in Western Australia ankamen, widmet.

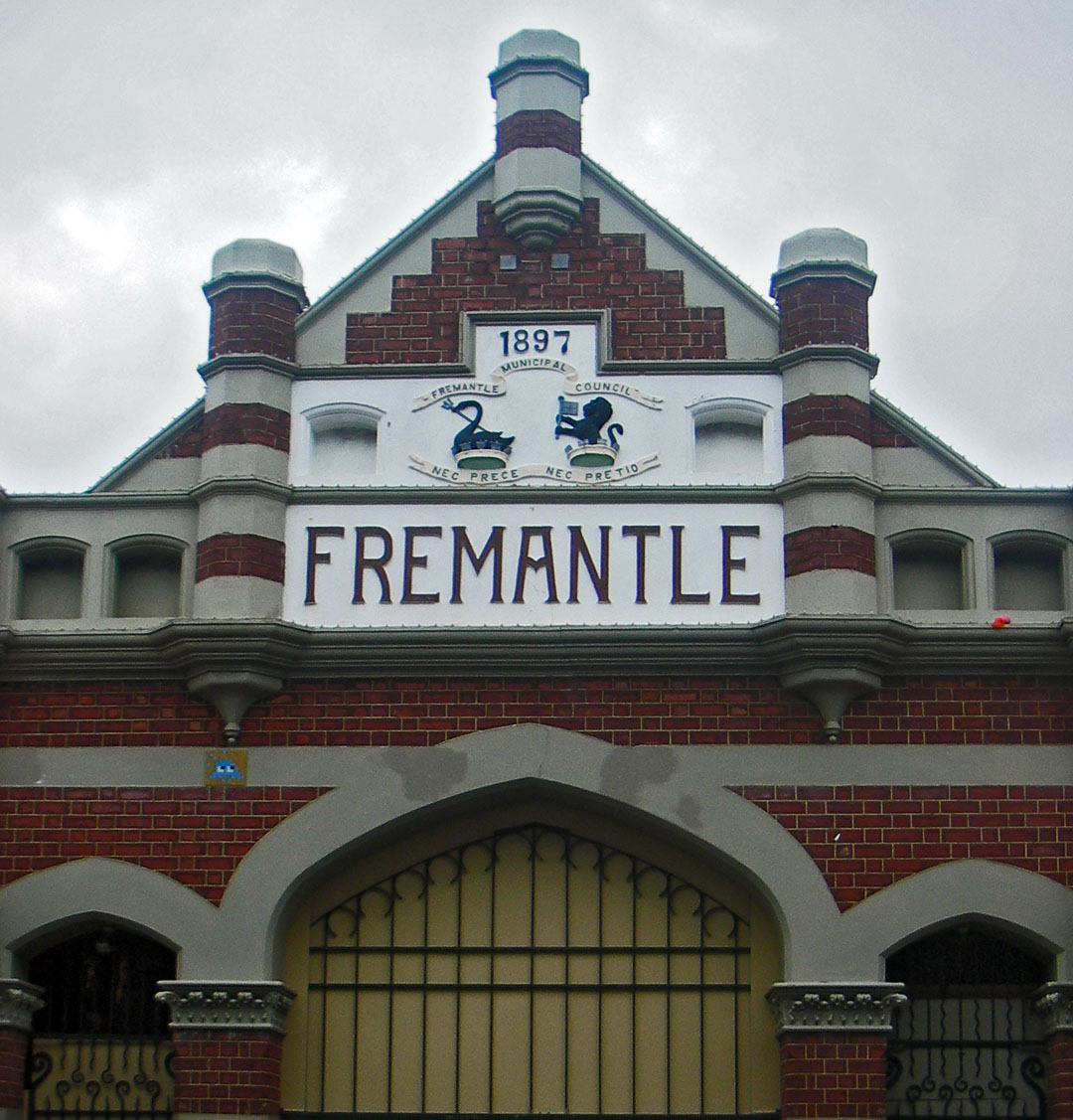
Fremantle Markets

Die Fremantle Markets sind eine bekannte Touristenattraktion. Sie liegen im Stadtzentrum am „Cappuccino Strip“, so genannt wegen der Vielzahl an Restaurants und Cafés. Der Ministerpräsident von Western Australia, John Forrest, legte den Grundstein für den Markt am 6. November 1897. Mehr als 150 Stände befinden sich in dem viktorianischen Gebäude, das 1980 in die Liste des National Trust and Heritage Council aufgenommen wurde.
Die neugotische Basilika St. Patrick wurde 1900 oberhalb des Hafens gebaut.

### Bauwerke
Im Jahre 1891 vertiefte der aus Irland stammende Ingenieur Charles O’Connor den Hafen. Er entfernte den Streifen aus Kalkstein und die sandigen Untiefen am Eingang des Swan River und machte Fremantle damit zu einem brauchbaren Hafen für die kommerzielle Schifffahrt. Die Stadt ist immer noch der wichtigste Hafen für Western Australia. Während des Zweiten Weltkriegs war es die zweitgrößte Basis für die U-Boote der Alliierten, die im Pazifik aktiv waren (Pacific Theater). Bis zu 125 US-amerikanische, 31 britische und elf niederländische U-Boote operierten von Fremantle aus, ehe die Amerikaner auf die Philippinen weiterzogen.
Auf dem ungefähr 42 m hohen Hügel im heutigen Wireless Hill Park auf dem Weg nach Perth stand die Telefunkenstation Fremantle (Applecross Wireless Station) für die Telegrafenverbindung nach Penant Hills bei Sydney. Die Halle, die ursprünglich die Kraftanlage beherbergte, ist heutzutage als Wireless Hill Museum zugänglich.

### Sport
Fremantle war 1987 der Austragungsort für die Segelregatta America’s Cup, die in den Gage Roads stattfand.
Die Stadt pflegt eine sportliche Rivalität zu Perth, vor allem in der Australian Football League (AFL) zwischen dem örtlichen Fremantle Football Club (umgangssprachlich auch The Dockers genannt) und den West Coast Eagles aus Perth. Die beiden Mannschaften sind im selben Stadion zu Hause, dem Perth Stadium.
Die Fremantle Mariners sind mehrfacher australischer Meister im Wasserball.

## Städtepartnerschaften
- Seberang Perai, Malaysia, seit 1978
- Yokosuka, Japan, seit 1979
- Capo d’Orlando, Italien, seit 1983
- Molfetta, Italien, seit 1984
- Funchal, Portugal, seit 1996

## Persönlichkeiten
- Paul Hasluck (1905–1993), Politiker, Generalgouverneur und Außenminister
- James Condon (1923–2014), Schauspieler
- Robin Corbett, Baron Corbett of Castle Vale (1933–2012), britischer Journalist und Politiker (Labour Party)
- Ðani Kovač (* 1939), jugoslawischer Leichtathlet[9]
- Alexander Segger George (* 1939), Botaniker
- John Baguley (* 1940), Drei- und Weitspringer
- Tom Hoad (* 1940), Wasserballspieler und -trainer
- Dixie Willis (* 1941), Mittelstreckenläuferin
- Bon Scott (1946–1980), ehemaliger Sänger der Gruppe AC/DC, liegt auf dem Friedhof im Osten der Stadt begraben.
- Nick Caputi (* 1951), Meeresbiologe
- Lee Capes (* 1961), Hockeyspielerin
- Michelle Capes (* 1966), Hockeyspielerin
- Brian Greig (* 1966), Politiker
- Shaun Tan (* 1974), Schriftsteller und Illustrator
- Michael Petkovic (* 1976), Fußballtorhüter
- Lisa De Vanna (* 1984), Fußballspielerin
- Casey Minson (* 1985), Eishockeyspieler
- Sam Kerr (* 1993), Fußballspielerin und Kapitänin der australischen Nationalmannschaft.